# Jan van Galenstraat (metrostation)
Jan van Galenstraat is een station van de Amsterdamse metro in het stadsdeel Nieuw-West. Het station bevindt zich boven het westelijke uiteinde van de Jan van Galenstraat. Ten westen van de metro- en spoorbaan gaat deze straat over in de Burgemeester Röellstraat. Het station wordt bediend door Ringlijn 50 en werd geopend op 28 mei 1997. Per 3 maart 2019 wordt dit station ook aangedaan door metrolijn 51, die vanaf die datum vanaf station Zuid naar Isolatorweg is verlegd. Er is een overstapmogelijkheid op tramlijn 13.
Direct ten oosten van het station is de Garage West van het GVB-busbedrijf gevestigd en daarachter het OLVG West. Op het nabijgelegen voormalige Jan van Galen-sportpark is in de afgelopen jaren de wijk Laan van Spartaan ontwikkeld die in 2021 is voltooid. De wijk telt 916 woningen woningen in een hoge dichtheid rondom de nieuw aangelegde sportvelden van voetbalvereniging VVA/Spartaan. Ook is er een vestiging van het ROC van Amsterdam gevestigd. Direct naast het station werd in 2013 de eerste Amsterdamse vestiging van The Student Hotel geopend, een 709 kamers tellend studentenhotel. Dit hotel is deels gevestigd in de voormalige kantoorgebouwen van Elsevier en deels in nieuwbouw.

## Toekomst
In het kader van de in februari 2014 door de stadsdelen Nieuw-West en West met de Dienst Ruimtelijke Ordening (DRO) van de gemeente Amsterdam gepresenteerde toekomstvisie voor het westelijk deel van de Jan Evertsenstraat, tussen Mercatorplein en de Sloterplas, waarin deze straat door toevoeging van woningen en functies tot stadsstraat moet worden getransformeerd, worden twee mogelijke ingrepen voorgesteld:
- een tweede, zuidelijke entree voor het metrostation aan de Jan Evertsenstraat
- een nieuw spoorwegstation naast het metrostation, aan de spoorlijn Amsterdam Centraal - Schiphol. Dit mogelijke station wordt voorlopig met de naam Amsterdam Sloterplas aangeduid

Of en op welke termijn deze voorstellen zullen worden uitgevoerd is nog niet duidelijk.
Isolatorweg ·
Station Sloterdijk (NS) ·
De Vlugtlaan ·
Jan van Galenstraat ·
Postjesweg ·
Station Lelylaan (NS) ·
Heemstedestraat ·
Henk Sneevlietweg ·
Amstelveenseweg ·
Station Zuid (NS) ·
Station RAI (NS) ·
Overamstel ·
Van der Madeweg ·
Station Duivendrecht (NS) ·
Strandvliet ·
Station Bijlmer ArenA (NS) ·
Bullewijk ·
Holendrecht (NS) ·
Reigersbos ·
Gein
Centraal Station (NS) ·
Nieuwmarkt ·
Waterlooplein ·
Weesperplein ·
Wibautstraat ·
Amstelstation (NS) ·
Spaklerweg ·
Overamstel ·
Station RAI (NS) ·
Station Zuid (NS) ·
Amstelveenseweg ·
Henk Sneevlietweg ·
Heemstedestraat ·
Station Lelylaan (NS) ·
Postjesweg ·
Jan van Galenstraat ·
De Vlugtlaan ·
Station Sloterdijk (NS) ·
Isolatorweg